# Біг-Басс-Лейк (Пенсільванія)
Біг-Басс-Лейк (англ. Big Bass Lake) — переписна місцевість (CDP) в США, в округах Лекаванна і Вейн штату Пенсільванія. Населення — 1337 осіб (2020).

## Географія
Біг-Басс-Лейк розташований за координатами 41°14′59″ пн. ш. 75°28′47″ зх. д. / 41.24972° пн. ш. 75.47972° зх. д. (41.249749, -75.479672).  За даними Бюро перепису населення США в 2010 році переписна місцевість мала площу 11,32 км², з яких 10,70 км² — суходіл та 0,62 км² — водойми.

### Клімат
| Клімат : Біг-Басс-Лейк | Клімат : Біг-Басс-Лейк | Клімат : Біг-Басс-Лейк | Клімат : Біг-Басс-Лейк | Клімат : Біг-Басс-Лейк | Клімат : Біг-Басс-Лейк | Клімат : Біг-Басс-Лейк | Клімат : Біг-Басс-Лейк | Клімат : Біг-Басс-Лейк | Клімат : Біг-Басс-Лейк | Клімат : Біг-Басс-Лейк | Клімат : Біг-Басс-Лейк | Клімат : Біг-Басс-Лейк | Клімат : Біг-Басс-Лейк |
| Показник               | Січ.                   | Лют.                   | Бер.                   | Квіт.                  | Трав.                  | Черв.                  | Лип.                   | Серп.                  | Вер.                   | Жовт.                  | Лист.                  | Груд.                  | Рік                    |
| Середній максимум, °C  | −0,6                   | 1,4                    | 6,0                    | 12,9                   | 19,1                   | 23,6                   | 25,8                   | 25,1                   | 20,9                   | 14,5                   | 8,4                    | 1,8                    | 13,3                   |
| Середній мінімум, °C   | −10,1                  | −8,8                   | −5,2                   | 0,8                    | 6,2                    | 11,1                   | 13,8                   | 13,1                   | 9,2                    | 2,9                    | −1,4                   | −6,9                   | 2,1                    |
| Норма опадів, мм       | 89                     | 76                     | 95                     | 110                    | 110                    | 120                    | 116                    | 99                     | 124                    | 119                    | 106                    | 96                     | 1260                   |
| ---------------------- | ---------------------- | ---------------------- | ---------------------- | ---------------------- | ---------------------- | ---------------------- | ---------------------- | ---------------------- | ---------------------- | ---------------------- | ---------------------- | ---------------------- | ---------------------- |
| Джерело: PRISM         |                        |                        |                        |                        |                        |                        |                        |                        |                        |                        |                        |                        |                        |

## Демографія
Згідно з переписом 2010 року, у переписній місцевості мешкало 1270 осіб у 550 домогосподарствах у складі 393 родин. Густота населення становила 112 осіб/км².  Було 1211 помешкання (107/км²).
Расовий склад населення:
| - 94,6 % — білих - 2,3 % — чорних або афроамериканців - 0,9 % — азіатів - 1,1 % — осіб інших рас |

До двох чи більше рас належало 1,1 %. Частка іспаномовних становила 5,0 % від усіх жителів.
За віковим діапазоном населення розподілялося таким чином: 16,5 % — особи молодші 18 років, 58,9 % — особи у віці 18—64 років, 24,6 % — особи у віці 65 років та старші. Медіана віку мешканця становила 51,7 року. На 100 осіб жіночої статі у переписній місцевості припадало 104,8 чоловіків;  на 100 жінок у віці від 18 років та старших — 101,3 чоловіків також старших 18 років.
Середній дохід на одне домашнє господарство  становив 65 128 доларів США (медіана — 56 667), а середній дохід на одну сім'ю — 70 275 доларів (медіана — 62 625). Медіана доходів становила 46 389 доларів для чоловіків та 32 438 доларів для жінок. За межею бідності перебувало 8,3 % осіб, у тому числі 17,1 % дітей у віці до 18 років та 0,0 % осіб у віці 65 років та старших.
Цивільне працевлаштоване населення становило 613 осіб. Основні галузі зайнятості: роздрібна торгівля — 14,2 %, фінанси, страхування та нерухомість — 13,7 %, мистецтво, розваги та відпочинок — 13,4 %.